# Wadlew (gromada)
Wadlew – dawna gromada, czyli najmniejsza jednostka podziału terytorialnego Polskiej Rzeczypospolitej Ludowej w latach 1954–1972.
Gromady, z gromadzkimi radami narodowymi (GRN) jako organami władzy najniższego stopnia na wsi, funkcjonowały od reformy reorganizującej administrację wiejską przeprowadzonej jesienią 1954 do momentu ich zniesienia z dniem 1 stycznia 1973, tym samym wypierając organizację gminną w latach 1954–1972.
Gromadę Wadlew siedzibą GRN w Wadlewie utworzono – jako jedną z 8759 gromad na obszarze Polski – w powiecie piotrkowskim w woj. łódzkim, na mocy uchwały nr 35/54 WRN w Łodzi z dnia 4 października 1954. W skład jednostki weszły obszary dotychczasowych gromad Brzezie, Chynów, Podstoła, Wadlew, Zabiełłów, Zwierzyniec i Rawicz ze zniesionej gminy Wadlew, ponadto wieś Józefów i wieś Zofiówka z dotychczasowej gromady Gutów oraz wieś Zalesie, osada młyńska Depczyk i osada młyńska Kociołki Las z dotychczasowej gromady Żeronie ze zniesionej gminy Grabica; wszystkie jednostki w tymże powiecie. Dla gromady ustalono 25 członków gromadzkiej rady narodowej.
1 stycznia 1956 gromada weszła w skład nowo utworzonego powiatu bełchatowskiego w tymże województwie.
Gromada przetrwała do końca 1972 roku, czyli do kolejnej reformy gminnej.